# Иванова, Елена Геннадьевна
Еле́на Генна́дьевна Ивано́ва  (в девичестве Поветкина, род. 1973, Куйбышев, СССР) — советская и российская спортсменка, чемпион мира по спортивной акробатике.

## Биография
Занималась спортивной гимнастикой. После восьмого класса переехала в Тольятти, где стала заниматься спортивной акробатикой. Тренировалась у Виталия Гройсмана.
Окончила школу № 16, затем Тольяттинский филиал Самарского педагогического университета. Работала тренером в спортивном комплексе «Акробат»

## Достижения
Мастер спорта международного класса по спортивной акробатике.
На чемпионате Европы 1991 года женская тройка в составе Елена Поветкина — Татьяна Кольцова — Анна Панфилова завоевала три золотых медали из трёх.
На чемпионате мира по спортивной акробатике в 1992 году тольяттинская тройка, выступая в том же составе, завоевала золотые медали в многоборье и первом упражнении и серебряные во втором упражнении, одновременно став победителями чемпионата Европы по всем трём дисциплинам.
Стала обладательницей кубка мира 1993 в динамических упражнениях и серебряным призёром в многоборье и статических упражнениях, выступая в группе с Татьяной Кольцовой и Мариной Леонтьевой.